# یوبیکینون ها

فرمول ساختاری یوبیکینون‌ها تعداد واحدهای ایزوپرن n است، در انسان n معمولاً ۱۰ است

یوبیکینون‌ها ترکیبات آلی هستند که در همه موجودات زنده (لاتین ubique = همه جا) وجود دارند و به عنوان حامل الکترون و پروتون در زنجیره تنفسی عمل می‌کنند. Ubiquinone-10 یا کوآنزیم کیو ۱۰بیشتر در انسان فعال است.
بدنه اصلی یوبی کینون‌ها ۱٬۴-بنزوکینون است که به گروه مواد کینون تعلق دارد و شامل یک گروه متوکسی در موقعیت‌های ۲ و ۳، یک گروه متیل در موقعیت ۶ و یک زنجیره جانبی ایزوپرنوئید در موقعیت ۵ است. یوبی‌کینون‌ها با توجه به تعداد واحدهای ایزوپرن (n) در زنجیره جانبی، ubiquinone-1، ubiquinone-2، ubiquinone-3 و غیره، و Q-1، Q-2، Q-3 (همچنین UQ) نام‌گذاری می‌شوند. -۱ و غیره) و غیره به اختصار.

## تولید
Q-6 در مخمر ساکارومایسس سرویزیه، Q-8 در باکتری‌های اشریشیا کلی و استرولی باکتریوم دنیتریفیکانس، Q-9 در جوندگان یافت می‌شود و Q-10 در اکثر پستانداران دیگر از جمله انسان بیشتر یافت می‌شود.